# Réserve naturelle de Koksabukta
La réserve naturelle de Koksabukta  est une réserve naturelle norvégienne qui est située dans la municipalité de Bærum dans le comté d'Akershus.

## Description
La réserve naturelle, créée en 1992, est située sur le côté nord d'une longue baie peu profonde et étroite au nord-ouest de Snarøya. Le socle rocheux est constitué de roches sédimentaires riches en calcaire de la période du cambrien/Silurien. La baie est peu profonde et possède une végétation variée avec un certain nombre d'espèces rares. Les parties du rivage et les pentes sèches qui s'y trouvent sont particulièrement précieuses. La zone humide abrite une riche avifaune et constitue un lieu de repos et de repos très important pour les oiseaux migrateurs. C'est aussi une zone de nidification pour plusieurs espèces, dont le bruant des roseaux et la rousserolle effarvatte. L'endroit est également important comme lieu d'hivernage pour de nombreux moineaux.
La réserve naturelle est reliée à la réserve naturelle de Torvøya et Bjerkholmen à l'ouest.
La circulation motorisée n'est pas autorisée dans la zone, ni l'aviron, le canoë, la planche à voile ou similaire.

## Galerie

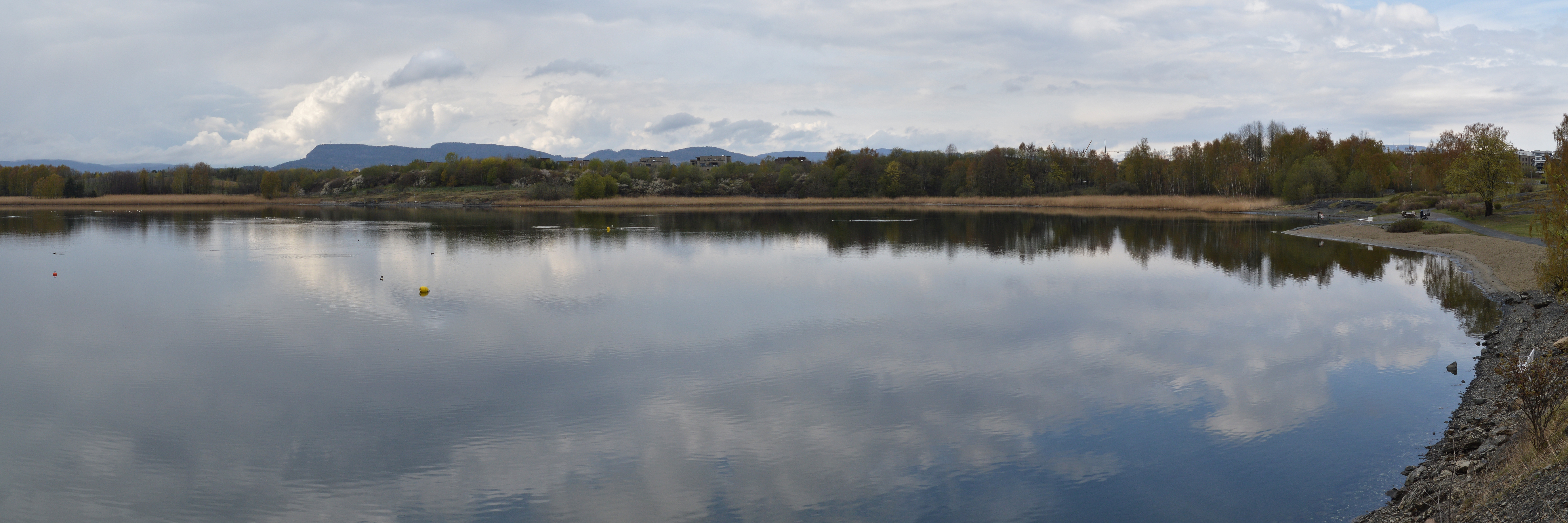
Baie de Koksabukta
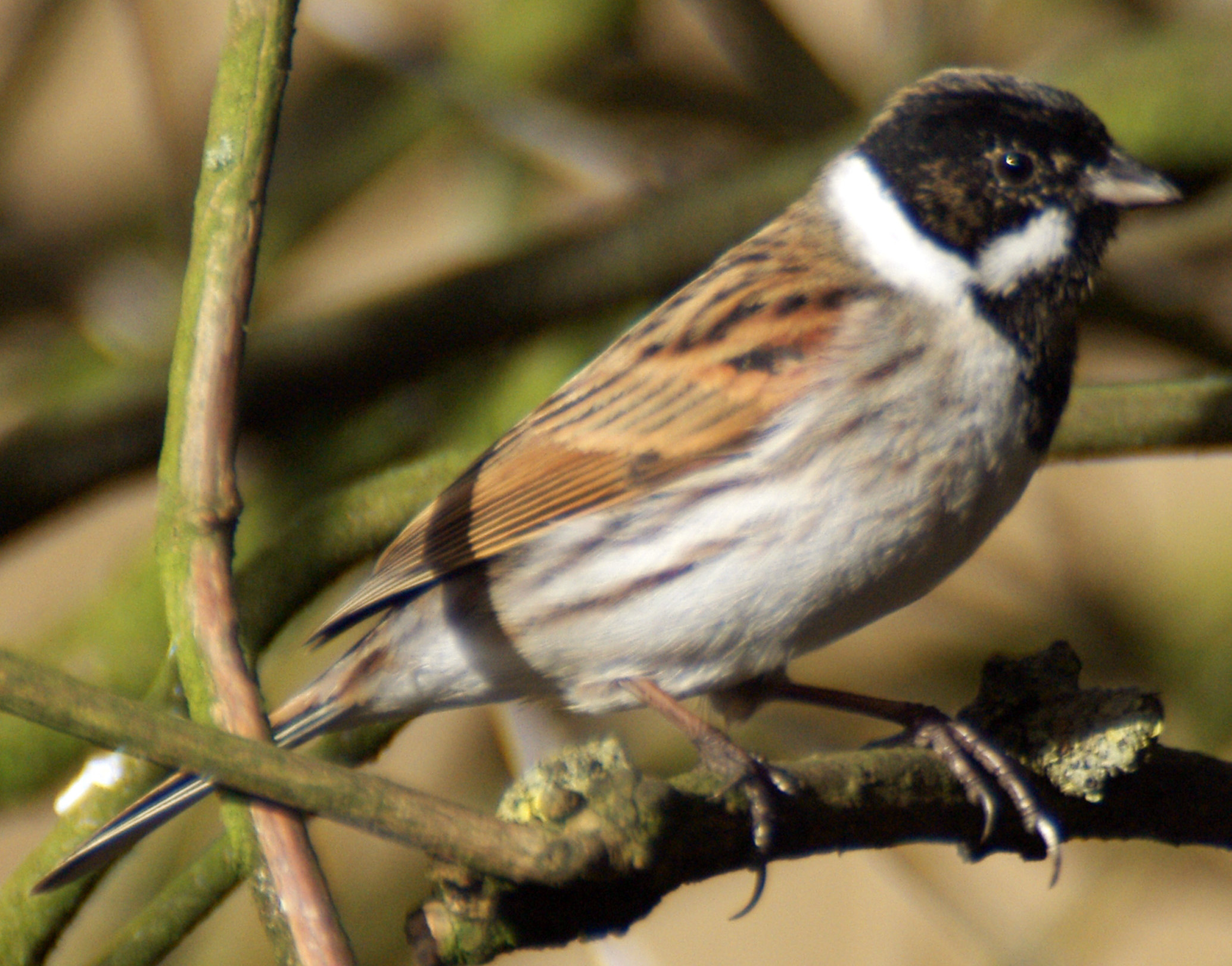
Bruant des roseaux
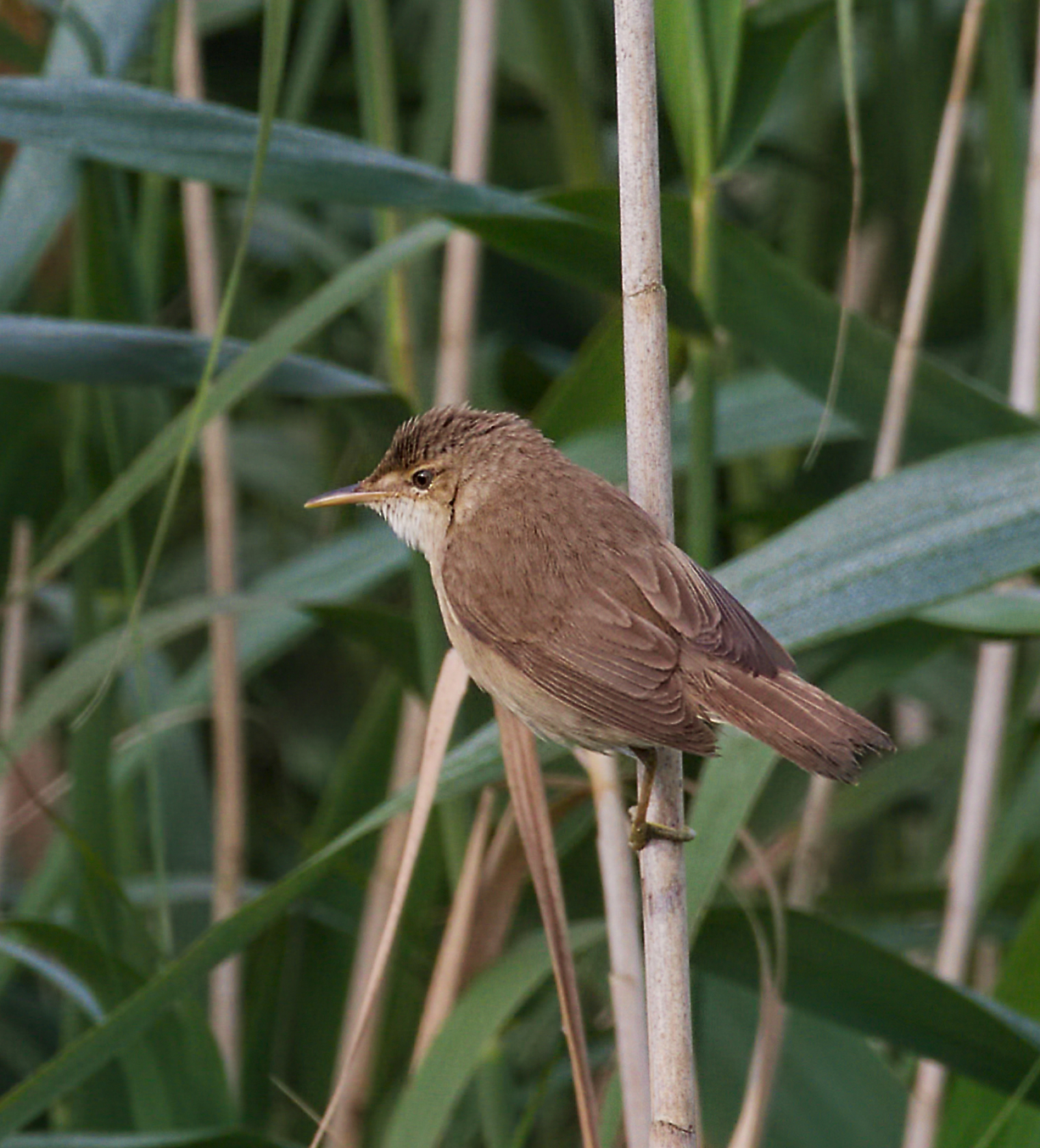
Rousserolle effarvatte